# Верменичев, Иван Дмитриевич
Иван Дмитриевич Верменичев (1899, с. Сазановка, Семиреченская область — 8 февраля 1938, Московская область) — советский учёный-статистик, экономист-аграрник, государственный деятель.

## Биография
Родился в  русской крестьянской семье переселенцев из Богучарского уезда Воронежской губернии в Пржевальский уезд Семиреченской области (ныне Кыргызстан), поселившихся с. Сазановка в 1875 году.
Начальное образование получил сельской церковно–приходской школе. Вскоре после октябрьского переворота вступил ВКП(б). В июне 1917 – марте 1919 работал в должности статистик–счётчик Туркбюро Всероссийской сельскохозяйственной переписи в Ташкенте и Ферганской области. В марте–мае 1919 – секретарём политотдела Туркестанской Республики. В июне–сентябре 1919 — председателем Пржевальской уездной Чрезвычайной комиссии (ЧК). В сентябре 1919 — феврале 1920 — секретарём политотдела Турквойск (Ташкент). В марте–июле 1920 — врид начальника политотдела 3-й Туркестанской стрелковой дивизии (Верный). В июле–октябре 1920 — врио председателя Семиреченского обкома КПТ. В ноябре 1920 – феврале 1921 — ответственным секретарём 2-го городского РК города Ташкента. В феврале–декабре 1921 — начальником организационного управления Наркомата продовольствия Туркестанской АССР.
В 20-е годы преподавал в Тимирязевской академии и Институте народного хозяйства. 
Ученик Чаянова А. В., под его руководством проделал большую работу по описанию и классификации крестьянских хозяйств Самарской и Московской губерний. Впоследствии отрёкся от своего учителя, а в 1928—1930 гг. опубликовал ряд статей, порочащих представителей организационно-производственной школы. 18 июля 1930 года избран членом-корреспондентом Коммунистической академии. Делегат XVII съезда ВКП(б) с правом совещательного голоса.
1937 — Начальник Центрального управления народнохозяйственного учета (ЦУНХУ) Госплана СССР и заместитель председателя Госплана СССР. Принимал участие в организации Всесоюзной переписи населения 1937 года.
5 декабря 1937 года  арестован. Приговорен Военной коллегии Верховного суда СССР (ВКВС) 8 февраля 1938 года по обвинению в участии в контрреволюционной террористической организации. Проживал до ареста по адресу: Москва, Лялин переулок, д. 14, кв. 13. Расстрелян 8 февраля 1938 года под Москвой на полигоне НКВД «Коммунарка». Место захоронения: «Коммунарка».
1 сентября 1956 года за отсутствием состава преступления на основании Постановления Прокуратуры СССР реабилитирован.

## Автор работ
- Верменичев И. Совхозное строительство // Сельскохозяйственная энциклопедия. — М., 1935.
- Верменичев И. Д. Классовое расслоение крестьянства и классовые позиции буржуазных и мелкобуржуазных теоретиков // На аграрном фронте. — 1927. № 4.